# Stara Marča
 Stara Marča  falu Horvátországban Zágráb megyében. Közigazgatásilag Kloštar Ivanićhoz tartozik.

## Fekvése
Zágrábtól 40 km-re keletre, községközpontjától  6 km-re északkeletre a megye keleti határán fekszik. 

## Története
A település története valószínűleg a 12. század végén kezdődött, amikor Imre király a mai Horvátország területén először a Jeruzsálemi Szent Sír kanonokrendnek birtokot adományozott itt, melyen felépítették kolostorukat. Az adományozást és az itteni lakosok kiváltságait II. András 1207-ben kelt oklevele is megerősíti. Ebben az oklevélben említi először a rend marcsai rendházát, mely közigazgatási és gazdasági feladatokkal működött. Kezdetben itt lakott a rend horvátországi nagymestere is. A faluban a középkorban intenzív élet folyt, a 14. században saját plébániatemplommal is rendelkezett, melyet a Mindenszentek tiszteletére szenteltek. A templomosok, majd a johanniták távozása után a kolostorhoz pravoszláv szerzetesek érkeztek és maradványain felépítették saját kolostorukat. A kolostor a egy időben pravoszláv püspöki székhely is volt. 1690-ben Lipót császár engedélyével és az általa biztosított kiváltságokkal Csernojevics Arzén pátriárka vezetésével nagyszámú pravoszláv lakosság telepedett itt le. Csernojevics meglátogatta a marcsai kolostort is, és a császári rendeletre hivatkozva kérte annak átadását. Miután az átadást a görökkatolikus püspökség megtagadta 1735-ben a pravoszlávok elűzték az ott lakó görögkatolikus szerzeteseket és Marcsa ortodox kolostor lett. Erre a görögkatolikusok pert indítottak a kolostor visszaszerzése érdekében, melyet meg is nyertek. Az emiatt tiltakozó pravoszlávok végül 1739-ben a kolostort felégették. 1755-re a kolostor és temploma is elnéptelenedett, és teljesen romba dőlt. Ma már csak az a kiemelkedő plató látható, melyre a kolostort egykor építették. Az épületből, melynek romjai még a 19. században is álltak mára csak a földben fellelhető téglák maradtak. A helyén építették fel 1925-ben a pravoszlávok kicsiny, Szent Arkangyalok tiszteletére szentelt kápolnájukat. 
A település története során a kloštar ivanići Nagyboldogasszony plébániához tartozott. 
1857-ben 241, 1910-ben 372 lakosa volt. Trianonig Belovár-Kőrös vármegye Križi járásához tartozott. A településnek 2001-ben 151 lakosa volt.

## Lakosság
| Lakosság változása | Lakosság változása | Lakosság változása | Lakosság változása | Lakosság változása | Lakosság változása | Lakosság változása | Lakosság változása | Lakosság változása | Lakosság változása | Lakosság változása | Lakosság változása | Lakosság változása | Lakosság változása | Lakosság változása |
| ------------------ | ------------------ | ------------------ | ------------------ | ------------------ | ------------------ | ------------------ | ------------------ | ------------------ | ------------------ | ------------------ | ------------------ | ------------------ | ------------------ | ------------------ |
| 1857               | 1869               | 1880               | 1890               | 1900               | 1910               | 1921               | 1931               | 1948               | 1953               | 1961               | 1971               | 1981               | 1991               | 2001               |
| 241                | 277                | 308                | 332                | 347                | 372                | 356                | 355                | 315                | 313                | 272                | 226                | 163                | 132                | 151                |

## Nevezetességei
- A temetőben álló, a Mindenszentek tiszteletére szentelt kápolnája 1897-ben épült.
- Szent Arkangyalok tiszteletére szentelt kápolnája az egykori kolostor helyén áll.

## Külső hivatkozások
- Hivatalos oldal
- A Nagyboldogasszony plébánia honlapja
- Lejla Dobronić: A keresztesek, a johanniták és a szent sír lovagok horvátországi rendházai és birtokai.